# Семинар
Семина́р (от Семинария, лат. seminarium — рассадник, теплица) — форма учебно-практических занятий, при которой учащиеся (студенты, стажёры и так далее) обсуждают сообщения, доклады и рефераты, выполненные ими по результатам учебных или научных исследований под руководством преподавателя, и форма коллективного, публичного рабочего обсуждения на собрании, научной информации коллегами для сформирования компетенции участников в объёме новых знаний, методов, для оптимизации взаимодействия по проектам и программам в отраслях науки, например Криминалистики.

## Определение
Согласно БСЭ семинар — это вид учебных практических занятий, состоящий в обсуждении учащимися сообщений, докладов, рефератов, выполненных ими по результатам учебных исследований под руководством преподавателей; самостоятельная форма тематических учебных занятий, не связанных с лекционными курсами.
Преподаватель в этом случае является координатором обсуждений темы семинара, подготовка к которому является обязательной. Поэтому тема семинара и основные источники обсуждения предъявляются до обсуждения для детального ознакомления, изучения. Цели обсуждений направлены на формирование навыков профессиональной полемики и закрепление обсуждаемого материала. Семинары — эффективная форма подготовки инженерных и научно-педагогических кадров в вузах.

## Термин
Термин «семинар» появился в XVI веке и происходит от лат. seminare (сеять) или лат. seminarium (саженец, теплица). Термин вновь вошёл в обиход в период идеализма рубежа XVIII—XIX веков, когда студенты воспринимались равноправными членами научной деятельности.

## Виды семинаров
Слово «семинар» употребляется часто в следующих значениях:
- Бизнес-семинары, на которых несколько человек читают доклады одной направленности для остальных.
- Научные семинары — в научных коллективах традиционная форма повышения квалификации, ознакомление с работами коллег, форма коллективного, публичного рабочего обсуждения научной информации коллегами для формирования компетенции участников коллектива в объёме новых знаний, методов, для оптимизации взаимодействия по проектам и программам. В лучшем случае семинар проводится с представлением материалов в доступе до семинара, когда доклад содержит только краткую, реферативную, обзорную форму, задавая тему обсуждений. Собственно семинар есть перенос предметных кулуарных обсуждений в публичную форму семинара, который может сниматься на видео и/или протоколироваться.
- Семинары онлайн, веб-конференции, вебинары — интерактивные семинары реализуемые в режиме веб-конференции. Сейчас много программ позволяют это реализовать. Первой популярной программой для веб-конференций, в режиме реального времени, стала программа Microsoft NetMeeting.
- Учебные семинары, которые организуются для того, чтобы студенты лучше разобрались в определённой теме.

## История
Семинарская форма обучения возникла в древнегреческих и римских школах, где сообщения учащихся сочетались с диспутами, комментариями и заключениями преподавателей. С XVII века семинары проходили в университетах Западной Европы, где студенты работали над источниками (обычно, по гуманитарным наукам). С начала XIX века семинарские занятия введены на некоторых кафедрах в российских университетах. Семинары способствовали расширению общего научного кругозора студентов, ознакомлению их с проблемами и исследованиями в избранной отрасли науки.
В советской школе семинары предназначались для углубленного изучения различных дисциплин, где студенты приобретали навыки проведения научных исследований и их оформления, учились защищать развиваемые научные положения и выводы.